# Elecciones generales de Guatemala de 1926
Las elecciones generales se celebraron en Guatemala el 5 de diciembre de 1926. La elección presidencial resultó en una victoria para Lázaro Chacón González, que recibió el 88.6% de los votos. Mientras que fueron manipuladas las elecciones, el Partido Liberal Progresista logró ganar algunos escaños en el Congreso.

## Resultados
| Candidato                 | Partido                     | Votos   | %     |
| ------------------------- | --------------------------- | ------- | ----- |
| Lázaro Chacón González    | Partido Unionista           | 287.412 | 88.61 |
| Jorge Ubico               | Partido Liberal Progresista | 36940   | 11.39 |
| Invalidos/votos en blanco | Invalidos/votos en blanco   |         | -     |
| Total                     | Total                       | 324.352 | 100   |

- Datos: Q3586582